# Пир (фильм, 1989)
«Пир» (фр. Le Banquet) — телевизионный художественный фильм режиссёра Марко Феррери французско-итальянского производства, снятый в 1989 году по мотивам одноимённого диалога древнегреческого философа Платона, посвящённого теме эроса.

## Сюжет
Древняя Греция, 416 год до н. э. Приглашённые на пир в доме афинского трагика Агафона интеллектуалы и философы, включая самого Сократа, обсуждают тему любви и секса. Каждый участник, вступая в беседу, обосновывает и отстаивает свою точку зрения в соответствии с правилами, принятыми на подобного рода собраниях.

## В ролях
- Жан Бенгиги — Аполлодор
- Люка Бельво — Федр
- Филипп Леотар — Сократ
- Кристиан Бертело — Главкон
- Фарид Шопель — Агафон
- Ренато Кортези — Павсаний
- Жан-Пьер Кальфон — Эриксимах
- Филипп Хорсанд — Аристофан
- Патрис Мине — Аристодем
- Ирен Папас — Диотима
- Роже Ван Хол — Алкивиад
- Седрик Дюмонд — раб-цирюльник